# Cmentarz wojenny w Borzechowie
Cmentarz wojenny w Borzechowie – cmentarz z okresu I wojny światowej znajdujący się w powiecie lubelskim, w gminie Borzechów. Cmentarz usytuowany jest około 3 kilometrów na północ od wsi, przy skrzyżowaniu dróg Borzechów – Bełżyce oraz łączki – Niedrzwica Duża. Ma kształt prostokąta o powierzchni około 850 m² o wymiarach około 38 na 22 m. Teren cmentarza otoczony jest obecnie rowem i półmetrowym wałem ziemnym.
Na cmentarzu znajdują się trzymetrowy kopiec mogiła, na którym usadowiony jest drewniany krzyż, a u jego podstawy duży kamień polny z tablicą pamiątkową z cytatem Edwarda Rydz-Śmigłego oraz napisem Miejsce uświęcone krwią żołnierzy Legionów Polskich oraz żołnierzy armii rosyjskiej i austro-węgierskiej walczącej na linii frontu I wojny światowej Pawłówek-Majdan Borzechowski w dniach 10-22 lipca 1915 roku.
Na cmentarzu pochowano pierwotnie:
- około 230 żołnierzy austro-węgierskich, poległych w okresie pomiędzy 16 do 28 lipca 1915 roku z następujących jednostek: 80 Pułk Piechoty[1], 83 Pułk Piechoty, 90 Pułk Piechoty[2], 6, 7, 11, 12 i Pułk Piechoty k.k. Landwehry[3]
- około 90 żołnierzy rosyjskich.

W latach trzydziestych XX wieku na cmentarz przeniesiono ciała około 550 żołnierzy z cmentarza wojennego ze Skrzynic.